# École des officiers du commissariat de la Marine
L'École des officiers du commissariat de la Marine (EOCM) était une école de formation de la Marine nationale française. Elle formait les commissaires et les officiers du corps technique de la Marine nationale. L'école était située sur la base de Lanvéoc-Poulmic dans le département du Finistère. Ses effectifs étaient assez réduits, formant en moyenne douze commissaires et huit officiers du corps technique et administratif de la Marine par an et par promotion. À la suite de la création du corps unique des commissaires des armées, l'École des commissaires des armées fût créée en 2013. La cérémonie de clôture de l'EOCM a eu lieu le 15 mars 2013.

## Histoire

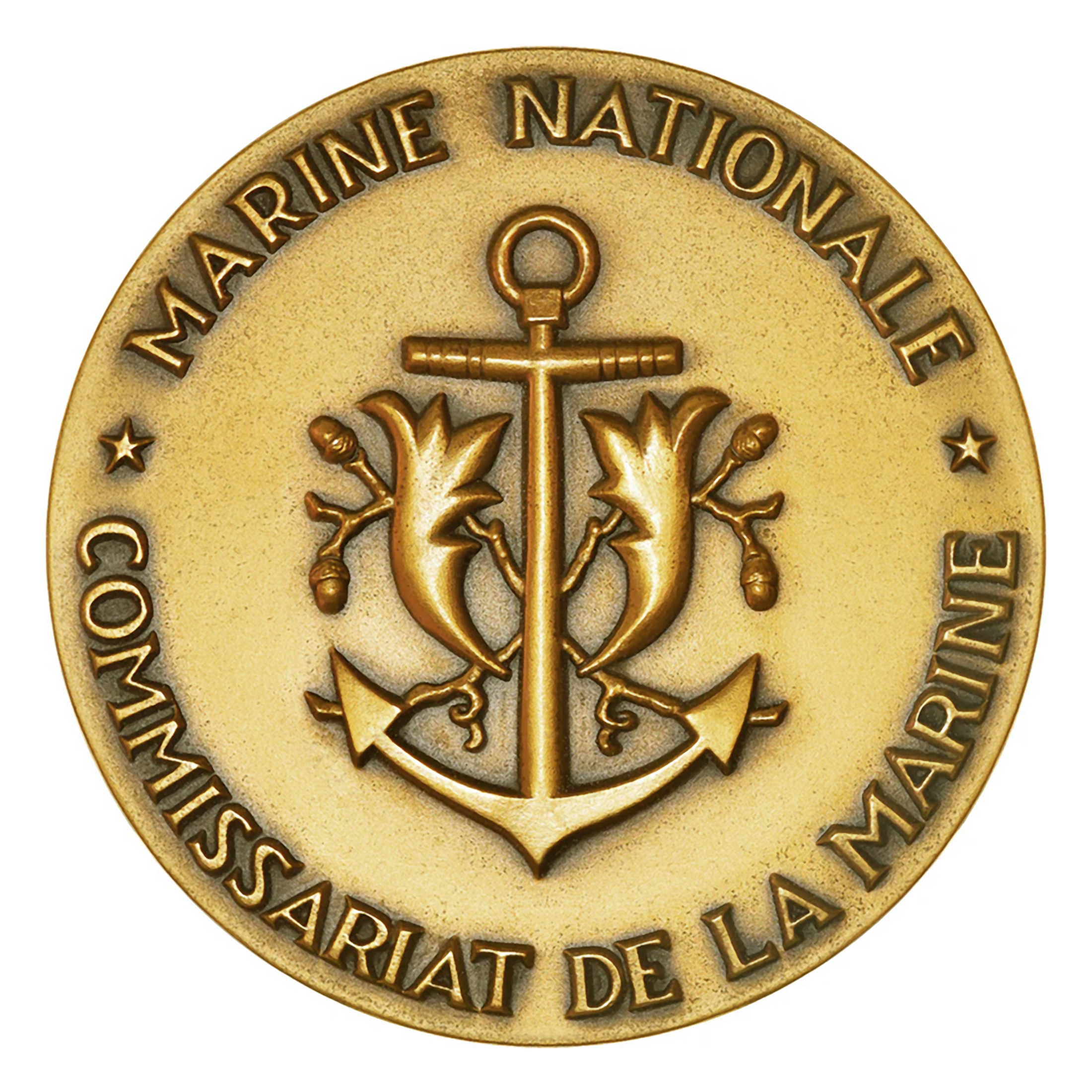
Emblème du commissariat de la Marine.

La première organisation administrative durable de la marine française émerge en 1294 lorsque Philippe le Bel fonde à Rouen le Clos aux galées. À la tête de ce premier arsenal est placé le Garde du Clos, directeur technique, administratif et financier avant l’heure.
Le corps des commissaires se constitue ensuite progressivement sous Richelieu puis Colbert. Il conçoit dès le début du XVIIIe siècle un premier système de formation pour ses futurs officiers.

### 1716: mise en place d’une formation pratique pour les commissaires
En 1716, des « petits commissaires », recrutés d'après leur noblesse ou les services rendus par leur famille, sont placés en stage dans les « détails » des ports, aujourd’hui correspondant aux services de soutien, pour se former à l’administration. Voués d’office à des emplois élevés, ces « petits commissaires » accèdent ensuite directement au grade de commissaire. L’initiation professionnelle est alors exclusivement basée sur l’exercice du métier.
Cette volonté de formation professionnelle perdure avec la création en 1765 par le duc de Choiseul-Stainville des élèves-commissaires, qui remplacent les « petits commissaires ». On exige des élèves-commissaires qu’ils connaissent l’arithmétique, qu’ils écrivent correctement et qu’ils soient de bonne famille. Répartis entre Brest, Rochefort et Toulon, ils sont toujours affectés aux différents « détails » et embarquent également pour suivre d’autres stages pratiques que sanctionne au bout de trois années un examen passé devant l’intendant. Ils sont alors déclarés admissibles au grade de sous-commissaire ou congédiés.
Les élèves commissaires laissent la place aux élèves d’administration créés en l’an XII. Ceux-ci doivent accomplir trois ans de service, dont six mois à la mer, avant de concourir pour le grade de sous-commissaire. Réunis en stage à Brest, un commissaire est chargé de les suivre et de rendre compte au préfet maritime de leurs résultats et de leur conduite. Ce système jugé trop aristocratique est supprimé en 1830. En 1847, il est enfin prévu que les commissaires soient recrutés parmi les élèves sortant de l’École polytechnique et de l’École navale.
À défaut d’un cours d’administration proprement dit, la formation reste essentiellement basée sur la pratique de terrain dans les « détails ». Toutefois, les intendants ont été amenés à mettre sur pied de véritables écoles d’administration dans leurs ports, dès le début du XVIIIe siècle, au profit des écrivains de marine et des commis. Il s’agit de leur faire suivre une formation théorique relative à l’administration navale. Écrivains et commis de marine étaient chargés principalement de la tenue des écritures comptables et de la paie sous les ordres des commissaires placés à la direction des services.

### 1863: création du premier cours d’administration des élèves commissaires
Le décret impérial du 7 octobre 1863 est à l’origine de l’institution assurant la formation des jeunes commissaires de la Marine. En effet, ce texte réorganise le corps du commissariat et crée le cours d’administration des élèves commissaires.
Le recrutement s’opère désormais parmi les licenciés en droit parce que, précise le décret de 1863, les commissaires « auront à appliquer les règles prescrites par nos lois civiles et administratives. »
Le décret prévoit également que deux places d’aide-commissaire sont offertes chaque année à des élèves sortant de l’École polytechnique, l’admission étant faite dans le grade de commissaire de troisième classe. Enfin, un recrutement par changement de corps est organisé en faveur des officiers de Marine : les enseignes de vaisseau peuvent être nommés aide-commissaire alors que les lieutenants de vaisseau peuvent prétendre au grade de sous-commissaire.
Le décret de 1863 s’inscrit dans la tradition de l’an XII, de 1765 et même de 1716. L’institution d’un cours d’administration introduit davantage de théorie dans la formation des élèves commissaires, sans toutefois abandonner la pratique. Ce cours est d’abord partagé en 1867 entre Brest et Toulon, puis réuni à Brest en 1871, partagé à nouveau en 1875-76 entre Lorient, Cherbourg et Brest.
| Hiérarchie du corps des commissaires de la Marine (Ordonnance du 3 janvier 1835) |
| -------------------------------------------------------------------------------- |
| Commissaire général (2 classes)                                                  |
| Commissaire (2 classes)                                                          |
| Aide-commissaire                                                                 |
| Commis principal                                                                 |
| Commis ordinaire (3 classes)                                                     |

Ce partage est la conséquence de la priorité encore accordée à la formation pratique, les stages dans chaque « détail » ne pouvant être fructueux que si les élèves ne sont pas trop nombreux. Les stages embarqués permettent aussi aux élèves de s’initier au service courant des bâtiments. En revanche, les cours théoriques ne pouvant se permettre une dispersion, un regroupement définitif du cours d’administration est opéré à Brest en 1885. Le commissariat recouvre alors l’administration tout entière de la Marine, de l’inscription maritime, de la marine marchande, des troupes de marine et des colonies.

### 1910: constitution de l’École du commissariat de la Marine

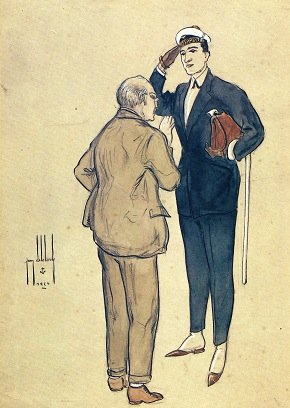
La préparation du concours de commissaire de la Marine dans les années 1920.

Avec le temps, le cours d’administration des élèves-commissaires se transforme en une véritable école. En 1910, l’École du commissariat de la Marine (ECM) ouvre ses portes rue Louis-Pasteur à Brest et succède au cours d’administration dans un contexte renouvelé.
En effet, les cours se recentrent sur l’organisation de la Marine, le fonctionnement de son commissariat et les statuts des différents personnels, le commissariat colonial s’étant séparé du commissariat de la Marine en 1889 pour devenir l’intendance des troupes coloniales en 1902. La même année est créée le corps de l’inscription maritime, intégralement constitué à l’origine de commissaires et dont les élèves administrateurs demeurent formés conjointement avec les élèves commissaires jusqu’en 1910. Du fait de ces évolutions, le cours de « service à la mer » qui traite de l’administration des bâtiments de la Marine et correspondant au premier métier qui suit la sortie de l’école, est l’objet d’une attention de plus en plus prononcée.
En matière d’encadrement, le professeur et le professeur suppléant du cours d’administration deviennent en 1910 directeur et sous-directeur. En 1913, un autre commissaire leur est adjoint, chargé plus spécialement du cours de « service à la mer ». Plus tard, un second professeur de « service à la mer » est affecté afin de concilier les nécessités de l’enseignement à l’école avec celles de l’encadrement d’une promotion lors de son école d’application sur la Jeanne-d’Arc.
Après avoir libéré au printemps 1940 la promotion d’élèves commissaires de l’automne 1939 qui a suivi une formation accélérée, l’École du commissariat de la Marine ne rouvre ses portes à une nouvelle promotion qu’en 1941 à Toulon. Dès lors, l’école est amenée à vivre dans le provisoire. Évacuée en 1943 à Annecy, puis à Menthon Saint-Bernard, la division des forces françaises conduit à la création parallèle de deux autres écoles ou cours de façon temporaire. À Londres d’abord où de mars 1942 à août 1943, une école des FNFL tient trois sessions. À Casablanca ensuite, où une école de commissaires de réserve forme une promotion début 1944.
En septembre 1946, l’École du commissariat de la Marine se réinstalle sous les voûtes de l’ancienne corderie royale édifiée au XVIIe siècle, l’un des bâtiments les plus anciens de Toulon.

### 1991-2005: du GECM à l’EOCM
Le Groupe des écoles du commissariat de la Marine (GECM) se constitue en 1991 lorsque l’École d’administration de la Marine (EAM) rejoint l’École du commissariat de la Marine à Toulon. L’EAM a été fondée en 1919 à Rochefort puis s’est s’installée à Cherbourg en 1927. Elle a déjà côtoyé l’ECM en 1944 lorsqu’elle a été transférée temporairement à Menthon-Saint-Bernard, avant de retourner à Cherbourg en 1945.
L’ECM centre la formation des élèves commissaires, dont l’origine est universitaire, sur leur premier métier de commissaire embarqué sur bâtiment de combat, tout en les préparant à leurs futures fonctions d’officiers chargés de l’administration générale de la Marine. L’EAM, au sein du GECM, apporte aux officiers élèves du corps technique et administratif de la Marine issu des équipages, une formation générale d’officier et de cadre administratif. Aux élèves d’active, il faut ajouter les élèves officiers de réserve des deux corps, les officiers spécialisés de la Marine des branches administration, restauration collective et directeur de foyer en stage de spécialité ainsi que les stagiaires étrangers en provenance de l’Afrique francophone, tous également formés au GECM.
En septembre 2005, le GECM est transféré de Toulon à Lanvéoc-Poulmic dans le Finistère, sur le site de l’École navale, pour devenir l’École des officiers du commissariat de la Marine (EOCM). L’ECM et l’EAM n’existent donc plus en tant que telles car regroupées au sein d’une seule entité, l’EOCM. L’évolution de la formation maritime des élèves commissaires est l’une des raisons qui ont conduit au déménagement de l’école. Dans la perspective des futures frégates multi-missions à équipage optimisé, il est en effet apparu indispensable que les commissaires soient chefs de quart en passerelle. La Marine ayant adopté la norme internationale STCW pour la formation de ses chefs de quart, l’École navale, au titre de son expertise maritime et de ses moyens (simulateur de navigation, bâtiments-écoles, etc.), est la mieux à même de former les élèves commissaires dans le domaine de la formation de l’officier navigant. Le rapprochement de l’EOCM vers l’École navale permet également de nombreuses synergies dans la formation humaine et militaire ou la formation pratique au commandement.
Ce transfert permet de manière plus générale de concentrer sur un campus unique toutes les formations initiales d’élèves officiers de la Marine en favorisant de nombreux rapprochements. L’EOCM fait également partie depuis le 1er janvier 2008 du Réseau des Écoles du Service Public (RESP) au même titre que l’ENA, l’école de la magistrature ou que celle des officiers de gendarmerie.

## Situation géographique

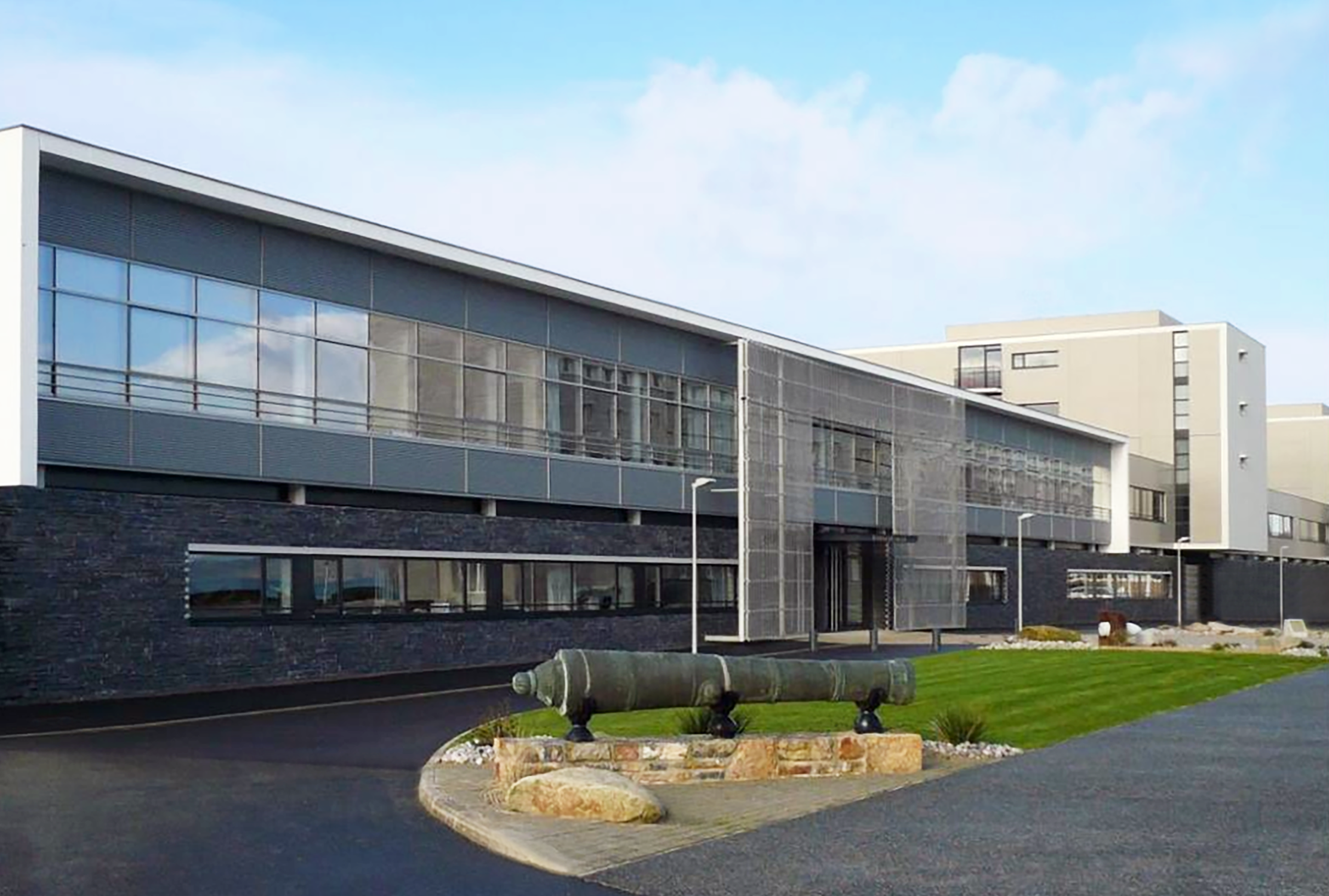
Bâtiment de l'EOCM près du campus de Lanvéoc.

L’École des officiers du commissariat de la Marine était implantée à côté de l’École navale sur le site militaire de Lanvéoc-Poulmic sur la presqu'île de Crozon.
Lanvéoc, bordant la côte sud de la rade de Brest, est la plus jeune des communes (1872) du Pays du Ménez-Hom Atlantique. Dans son histoire, la cale de Lanvéoc a vu passer en 1594 les troupes d'Henri IV allant attaquer les Espagnols à Roscanvel.

## Formations
L’EOCM formait à la fois les commissaires de la Marine et les officiers du corps technique et administratif de la Marine (OCTAM).

### Formation des commissaires de la Marine
L’EOCM formait en deux ans les futurs officiers commissaires de la Marine nationale. Les élèves recevaient une formation militaire, sportive, maritime, linguistique, de droit, de gestion et également de logistique.
Tout au long de la scolarité, les élèves commissaires approfondissaient ainsi leurs connaissances dans les domaines juridiques (droit de la mer, droit maritime opérationnel, responsabilité administrative et pénale des militaires, droit des conflits armés), des finances (comptabilité générale et analytique, contrôle de gestion), de l’administration (ressources humaines, administration du personnel) et de la logistique (logistique opérationnelle, restauration). Cette formation est ponctuée par plusieurs stages.
1er année : La majorité de la formation a lieu au sein de groupe des écoles du Poulmic. Elle est ponctuée de déplacements représentant un tiers de l’emploi du temps (embarquement sur les goélettes de la Marine, stages à bord de bâtiments, formation au quart, voyage d’études).
Une formation initiale commune avec l'École militaire supérieure d'administration et de management de Montpellier et l'École du commissariat de l'air de Salon est dispensée sur 2 mois. Les élèves participent également au séminaire interarmées des grandes écoles militaires (SIGEM) organisé tous les ans à Paris durant 2 semaines.
2e année : Elle est consacrée à la campagne d’application commune avec les élèves de l’École navale sur un BPC (bâtiment de projection et commandement) successeur de la Jeanne d’Arc. Les élèves mettent en pratique l’enseignement reçu à l’EOCM, apprennent à travailler avec leurs futurs adjoints et bénéficient, lors des escales, d’une ouverture incomparable sur le monde.
Partenariat avec la faculté : Les élèves commissaires obtenaient à l’issue de leur scolarité un master 2 « science du management et administration des organisations », option « soutien des opérations maritimes » délivré par l’Université de Bretagne Occidentale.
Admission : Le recrutement se faisait par un concours annuel commun aux trois armées. Une admission sur titre était possible.

### Formation des OCTAM
Les officiers du corps technique et administratif de la Marine servaient au sein des organismes relevant du commandement et des services, dans les domaines de l'administration et de la logistique, au sein de la Marine nationale comme dans des organismes interarmées.
La formation des élèves officiers du corps technique et administratif de la Marine se déroulait sur deux années. L’immersion dans l’univers professionnel passait par des périodes d’embarquement à bord des bâtiments de combat ou de soutien ainsi que par des stages dans les services de la Marine et en entreprise privée.
La formation : Les élèves sont préparés à gérer les exigences logistiques de l'environnement de la Marine, à maîtriser les techniques de gestion privée et publique et à l'encadrement du personnel.
Partenariat avec l'université : Cet enseignement était caractérisé par le partenariat avec l'Université de Bretagne occidentale (UBO). Les élèves officiers obtenaient un master 1 « sciences du management et d'administration des organisations » à la fin de la formation.
L'admission : L’admission se faisait par concours interne.

### Formation complémentaire

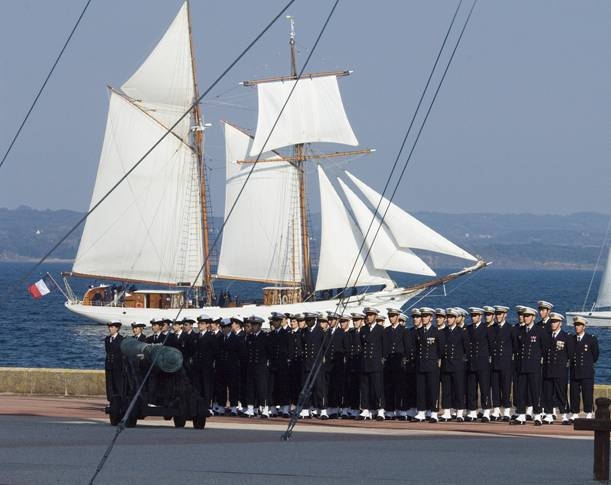
Élèves de l'école des officiers du commissariat de la Marine.

L'EOCM était également chargée de la formation complémentaire dans les domaines de compétences du commissariat de la Marine. Des stages d’application de quatre mois étaient organisés pour les officiers spécialisés de la Marine administration (ADMIN), restauration collective (RECOL) et directeur de foyer (DIRFOY).
L’EOCM formait également des officiers sous contrats et des volontaires officiers aspirants commissaires : 
- Les officiers sous contrats
- Les volontaires officiers aspirants

| Commissaires | OCTAM | V.O.A / O.S.C | OSM |
| ------------ | ----- | ------------- | --- |
| 12           | 8     | 10            | 6   |

## Noms de promotion, tableau des majors de promotion
Les promotions d’élèves officiers de l’École des officiers du commissariat de la Marine recevaient chacune un nom de baptême, nom choisi par le commandant de l’école.
Les élèves de première année recevaient de leurs « anciens » (élèves de 2e année) leur épée qui est le signe distinctif de leur nouvel état d’officier de la Marine. La cérémonie de remise des épées a lieu quelques semaines avant le baptême de promotion.
À l'entrée de l'école figuraient des plaques rappelant les noms des majors des promotions de commissaires et d'OCTAM, engagés et appelés (jusqu'à la fin de la conscription).

## Fanion et symbolique de l’EOCM

### Le fanion de l’école
Sur l’avers du fanion, un fond blanc présentait en son centre l’inscription en lettres capitales d’or placées horizontalement sur deux lignes :
ÉCOLE DES OFFICIERS DU COMMISSARIAT DE LA MARINE 
 Dans chaque angle une ancre de Marine d’or, la pointe dirigée vers l’intérieur.
Sur le revers du fanion, un fond blanc aux quatre angles coupés en oblique de couleur bleue à la hampe et de couleur rouge au battant donne à la partie blanche la forme d’un losange dont les pointes touchent les bords du fanion et ayant au milieu le motif symbolique de l’unité.
La symbolique de l’EOCM était représentée par un motif circulaire mi-coupé d’azur clair au chef et d’azur foncé ondé d’argent en champagne à une plume d’argent à senestre, courbée vers la dextre et émergeant des flots, brochant la partie bâbord arrière de la silhouette d’un bâtiment d’or passant.
Le bâtiment de combat était placé au centre de la symbolique de l’EOCM : il est au cœur de la mission de tout officier de la Marine nationale.
S’élançant avec fougue à la conquête des mers, le navire est placé, de la poupe à la proue, sous l’aile avisée d’une plume protectrice qui symbolise depuis le grand siècle les qualités des officiers du commissariat de la Marine. La plume puise son énergie dans les flots et s’incline vers le navire qu’elle nourrit de sa science.
Le tout brochant une ancre de marine d’or posée en pal et brochant l’entourage d’argent bordé d’un cordage.
L’encre des flots dans laquelle elle plonge la plume se mêle à l’ancre de marine, en gage d’attachement profond envers l’institution. Le cordage est le symbole des services du commissariat.

### L’ECM citée à deux reprises
La grande implication des commissaires de la Marine dans le déroulement des combats de la Grande Guerre et du second conflit mondial ont valu au fanion de l’École du commissariat de la Marine d’être décoré des croix de guerre 1914-1918 et 1939-1945 et d’être cité deux fois à l’ordre de l’armée.
- 1914-1918 le Ministre de la Marine cite à l’ordre de l’armée de mer l’École du commissariat de la Marine : « a formé un corps d’administrateurs militaires qui, par sa culture et sa science professionnelle, jointes au plus haut esprit de devoir et de sacrifice, a contribué à tous les titres, sur nos bâtiments, dans les états-majors des forces et bases navales, ainsi que dans les différentes formations militaires de la Marine, au succès des opérations de la guerre. » (17 juillet 1922)
- 1939-1945 le ministre de la Défense Nationale et le Secrétaire d’État à la Marine, citent à l’ordre de l’armée de mer l’École du commissariat de la Marine : « a formé un corps d’officiers dont la valeur professionnelle et les qualités militaires affirmées pendant les hostilités à bord des bâtiments de combat, sur les théâtres d’opérations, à terre, dans les services des arsenaux et bases navales, ont attesté à nouveau que le commissariat de la Marine restait fidèle à ses anciennes et glorieuses traditions. » (24 février 1951)

## Commandant de l'école
- Groupe des écoles du commissariat de la Marine :
  - 1991-1994 CRC1 Reglat-Boireau
  - 1994-1997 CRC1 Vignat
  - 1997-2002 CRC1 Fillon
  - 2002-2005 CRC1 Foures

- École des officiers du commissariat de la Marine :
  - 2005-2006 CRC1 Fourès
  - 2006-2009 CRC1 Velut
  - 2009-2011 CRC1 Ermeneux
  - 2011-2013 CRC1 Lemaître

### Sources
- Esquisse d’une histoire du commissariat de la Marine (commissaire général Page)
- Leçon inaugurale de l’ECM (28 octobre 1963)
- Les OCTAM - origines et évolution (1990)
- Le commissariat de la Marine, éd. Addim (1995)
- L’École du Commissariat de la Marine (Brest 1864-1939) Auteur: André Fourès, Éditeur L'Harmattan, Parution 09/02/2011,  (ISBN 9782296132498)